# 蝶古巴特

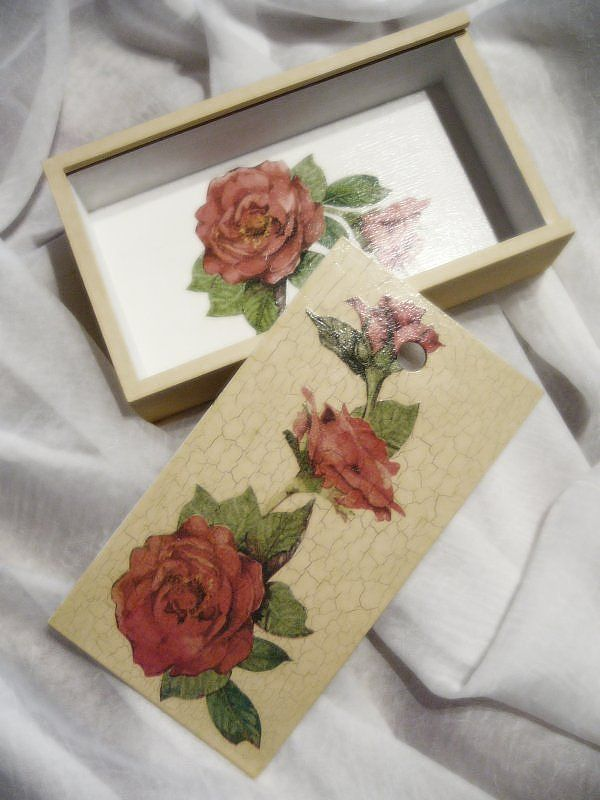
蝶古巴特

蝶古巴特（英語： 或  ）是一種裝飾藝術，意指在物體表面黏貼剪下的色紙圖樣，並結合特別的繪畫效果、金箔與其他裝飾元素。通常會使用從雜誌或特別製作的紙剪下的圖樣覆蓋像是小盒子或傢俱的物體。每一層都會使用清漆覆蓋（經常有多層），直到「黏貼」的外觀消失且結果看似繪畫或鑲嵌作品。傳統的技術是使用30至40層清漆，接著會以砂紙磨光。
3D蝶古巴特（有時也被簡稱為蝶古巴特）是一種創造三維（3D）影像的藝術，方法是從一系列相同的影像中剪除不同大小的元素，再層層堆疊起來。通常各層之間會放置有黏性的泡沫間隔物，使影像厚度增加。
金字塔蝶古巴特（pyramid decoupage 或 pyramage）是一種類似3D蝶古巴特的方法。在金字塔蝶古巴特中，一系列相同的影像被剪裁成越來越小且相同形狀，然後被堆疊起來，並用有黏性的泡沫間隔物固定，如此就可以呈現3D金字塔的效果。

## 延伸閱讀
- Manning, Hiram. . Dover Publications. 1980. ISBN 0-486-24028-2.
- Rice, Durwin. . Potter Craft. 2008. ISBN 0-307-39611-8.

## 外部連結
- History of Découpage （页面存档备份，存于）